# ماريا أندريجسيك
ماريا أندريجسيك 
تُلفظ بالبولندية: ‎[ˈmarja anˈdrɛjtʂɨk]‏ (مواليد 9 مارس 1996) هي رامية رمح بولندية، رياضي سباقات المضمار والميدان البولندي الذي يتنافس في رمي الرمح.  هي صاحبة الميدالية الفضية في الألعاب الأولمبية الصيفية لعام 2020 وبطلة أوروبا للناشئين لعام 2015. حقق أفضل رقم شخصي لها وهي 71.40 مترًا، والذي تم تسجيله في عام 2021، وهي الرقم القياسي البولندي وكذلك ثالث أفضل نتيجة في تاريخ مسابقة رمي الرمح للسيدات. 

## مسار مهني مسار وظيفي
مثلت أندريجسيك بولندا في دورة الألعاب الأولمبية الصيفية لعام 2016 في ريو دي جانيرو. في 16 أغسطس 2016، حققت أفضل رقم شخصي لها ورقمًا قياسيًا وطنيًا بولنديًا جديدًا - 67.11 مترًا - أثناء التنافس في جولة التصفيات. واصلت احتلال المركز الرابع في النهائي.
بعد فترة وجيزة من الألعاب الأولمبية، خضعت لعملية جراحية في الكتف المصاب وخسرت موسم 2017 بأكمله. عادت إلى المنافسة في يونيو 2018 لكنها لم تستطع بناء شكل جيد بما يكفي لبطولة 2018 الأوروبية في برلين. شهد الموسم التالي تحسنًا حيث احتلت المركز الثاني في بطولة السوبر لبطولات الفرق الأوروبية 2019 التي أقيمت على أرضها في بيدغوشتش وتأهلت لبطولة العالم 2019 في الدوحة، حيث تم إقصائها من جولة التصفيات.

## الحياة الشخصية
منذ نهاية عام 2018، كان أندريجسيك على علاقة مع المدرب البولندي Marcin Rosengarten.  باعت الرياضية ميداليتها الفضية في أولمبياد طوكيو بالمزاد للمساعدة في تمويل جراحة قلب طفل يبلغ من العمر ثمانية أشهر. فازت سلسلة متاجر زابكا البولندية بالمزاد وأعادت لها الميدالية. 